# Tomio Okamura
Tomio Okamura ((岡村 富夫, Okamura Tomio); Tokyo, 4 luglio 1972) è un politico ceco di origine giapponese, leader di Libertà e Democrazia Diretta dal 2015 e membro della Camera dei Deputati dall'ottobre 2017.
È stato tra i fondatori dei partiti Alba - Coalizione Nazionale e Libertà e Democrazia Diretta (SPD). Da ottobre 2013 è membro alla Camera dei Deputati della Repubblica Ceca (MP), inizialmente per Alba e poi dal maggio 2015 per SPD.

## Biografia
Okamura è nato a Tokyo. Sua madre, Helena Okamura, nata Holíková, originaria della Valacchia morava, si era trasferita a Tokyo nel 1966 in seguito al matrimonio con il padre metà giapponese e metà coreano di Okamura, Matsu Okamura. Tomio Okamura visse in Giappone  dieci anni prima che sua madre tornasse con i figli in Cecoslovacchia. Trascorse una parte della sua infanzia in una casa per bambini a Mašťov nella regione di Usti nad Labem, dove fu gravemente vittima di bullismo, rendendolo balbuziente fino all'età di 22 anni. Dopo aver lasciato la scuola elementare, ha continuato a studiare chimica.
Durante la sua infanzia ha lavorato come venditore di popcorn in un cinema in Giappone.

## Vita privata
Okamura ha due fratelli; il maggiore, Hayato, è interprete e traduttore, e nel 2015 è entrato a far parte di KDU-ČSL, candidandosi per quel partito a Praga nelle successive elezioni legislative del 2017. Suo fratello minore, Osamu, è un architetto e insegnante universitario. Ha un figlio di nome Ruy dal suo matrimonio di tre anni con una donna giapponese.